# Himarski dijalekt
Himarski dijalekt grčkoga jezika rabi se u albanskoj regiji Himara u selima Dhërmi i Palasa te gradu Himari, uglavnom njime govore ljudi starije životne dobi, a uči se i u drugim selima. Dijalekt pripada južnoj skupini modernih grčkih narječja.

## Etnološka situacija
Procjene broja Grka u Albaniji kreće se od 2 do 7 posto stanovništva, ali uglavnom se smatra da ih je između 45 i 50 tisuća, to jest oko 2 %. Grčki izvori kažu da je u Albaniji između 250 000 i 300 000 Grka, ali to je moguće samo ako se sve pravoslavne Albance i sve Vlahe uključi u brojku. U Albaniji se smatra da su mnogi koji se smatraju dijelom manjine zapravo Albanci koji pričaju grčki zbog blizine Grka ili posla u Grčkoj ili da su Vlasi koji su se svrstali u manjinu zbog svoje pravoslavne vjere.
Nije poznato kada su se govornici grčkoga i albanskoga prvi put susreli u Himari jer povijesni dokumenti ne pomažu u pronalaženju apsolutna datuma njihova jezičnog kontakta. Ipak, jasno je da su danas, nakon duga suživota, kulturno specifično područje dviju kultura među kojima postoji jasna razlika jer se nisu u potpunosti pomiješale. Tri sela (Himara, Drymades ili Dhërmi, Palasa) rabe grčki kao jezik komunikacije, a četiri sela (Vuno, Qeparo, Kudhës, Pilur) rabe albanski. Ipak, govornici grčkoga uče i upotrebljavaju albanski, a govornici albanskoga grčki. Za govornike albanskoga koji rabe grčki nemamo previše podataka prije 1990-ih kada je grčki postao jako privlačan jednojezičnim Albancima kao jezik susjedne zemlje s boljim gospodarstvom. Mnogi se govornici grčkoga zovu Albancima držeći Albaniju geografskim pojmom s raznolikim etnografskim sastavom. Grci iz Albanije (uključujući i one izvan Himare) zovu se Arvanitima, a Albanci se u širem europskom kontekstu zovu Grcima.

### U komunizmu i poslije
U vrijeme komunizma u Albaniji su granice bile zatvorene 45 godina (od 1945. do 1990.), a Himara je ostala izvan takozvane Grčke manjinske zone koju je albanska vlada prepoznala kao prostor naseljen Grcima. U skladu s komunističkom albanskom politikom unifikacije i homogenizacije zabranjena je upotreba grčkoga jezika u Himari, a mnogi su govornici grčkoga bili prisiljeni preseliti se u sjevernu ili središnju Albaniju. Zbog te su politike zatvorene i grčke škole u Himari, pa su lokalne zajednice ostale pri svojem jeziku koji je bio arhaičan u usporedbi s narječjima na koje su naišli u emigracijama u Grčku nakon pada komunističkog režima.
Nakon pada komunizma znatan je broj ljudi iz Himare migrirao u Grčku gdje su velikim dijelom prihvatili standardni jezik. Danas oni još uvijek nisu prepoznati kao dio grčke manjine Albanije, a, s druge strane, računaju se kao etnički Grci prema grčkoj migracijskoj politici. Postoji sveukupno smanjenje kompetencije govornika narječja. Oni koji su emigrirali iz Himare, posebno mlađe generacije, nisu više aktivni govornici.

## Utjecaj na jezik
Dijalekt Himare konzervativan je u usporedbi sa standardnim grčkim jezikom. Pod utjecajem je raznih inačica grčkog: jezika Crkve i govora jezično inovativnijih naselja (poput Janjine i Krfa). Također, Palasa je izloženija utjecajima albanskoga od Dhërmija i Himare.
Grčki se rabio kao regionalna koine od ranih vremena (to jest, od vremena pisanih povijesnih izvora). Ovdje vrijedi spomenuti dokaze poput pisama naseljenika Himare pisanih Grcima i negrcima gdje se, unatoč nastojanju upotrebe zajedničkog oblika grčkog, mogu naći neki dijalektalni oblici poput prvog lica mediopasiva: -μεσταν (standardni moderni grčki: -μασταν), naglašavanje χωρίου (standardni moderni grčki: χωριού) ili ε-vokalizam kao u πλερώσῃ (standardni moderni grčki: πληρώσῃ).